# Šilo miškas
Šilo miškas este o arie protejată (sit de importanță comunitară — SCI) din Lituania întinsă pe o suprafață de 195 ha, integral pe uscat.

## Localizare
Centrul sitului Šilo miškas este situat la coordonatele 55°15′22″N 24°15′00″E / 55.2561°N 24.25°E.

## Înființare
Situl Šilo miškas a fost declarat sit de importanță comunitară în mai 2009 pentru a proteja un număr necunoscut de specii din flora spontană și fauna sălbatică aflate în arealul zonei.

## Biodiversitate
Situată în ecoregiunea boreală, aria protejată conține 1 habitat natural: Păduri de conifere pe eskere fluvioglaciare sau legate la acestea.
La baza desemnării sitului se află un număr nedeclarat de specii protejate.